# Zarkaháza
Zarkaháza 1935 előtt önálló község, 1935-től Szentkirály része, 1950-től Szombathely városrésze, ma Vas vármegyében

## Fekvése
Szombathely belvárosától 6 km-re délkeletre, a Gyöngyös-patak déli partján fekszik. Régebben áthaladt a központján a 87-es főút, egy ideje már észak felől elkerüli azt.

## Története
A település a régi Hermán faluból vált ki a 12 és 13. század fordulóján. Korábban a Lukafalva nevet viselte, de mivel Hermán egykor Lukafalvának is nevezték, lehet, hogy Lukafalva és Zarkaháza Hermánnak két különböző része volt. Lukafalva neve a Lukács személynév rövidített alakjából származik, minden bizonnyal az egykori birtokos nevéből származik. Zarkaháza neve az egykori birtokos Zarka család nevéből származik. A Zarka család a megye egyik legrégibb családja volt, mely előnevét a szintén Vas vármegyei Pecöl községről vette. A család a Váti család egyik ága, mely 1329-ben tűnik fel ezen a néven. Zarkaháza a család egyik birtokmegosztásában már 1508-ban szerepel. 1523-ban egy újabb birtokmegosztásban "Zarkafölde" néven szerepel. A család Pál nevű tagja 1551-ben már itt, a korábbi Lukafalván lakott, címeres pecsétjén gyík látható. 1577-ben a Bocskay Györgyné és Zarka Lajos közötti megegyezésről szóló okirat először tesz említést az itteni kastélyról, melyben mint biztonságos épületben értékes tárgyakat helyeztek el. 1598-ban Zarka Lajos özvegyének 12 ház adózott a faluban, a nemesek között egy családfőt említenek. 1591-ben 6 jobbágya adózott. 1601-ben Zarka Gáspár a falu birtokosa. Az 1623-as tizedjegyzékben Bándonfával együtt 12 jobbágy adózott tizeddel. 1668-ban a káptalan jegyzőkönyvében "Szarkaháza" alakban szerepel. 1744-ben 10 jobbágya és egy házas zsellére volt. Az 1767-es urbárium 9 jobbágyportát és egy házas zsellért említ. 1785-ben 20 háza és 137 lakosa volt. 1787-ben Szily János szombathelyi püspök Hefele Menyhért tervei szerint barokk-copf stílusú emeletes kúriát építtetett ide, mely később az Estei hercegi családé, majd a Wittelsbach hercegeké lett és ma is áll. A falu a 19. században a bajor királyi herceg és a gróf Festetich család birtoka volt. 1828-ban 23 házában 171 lakos élt. 1857-ben már 35 háza volt 349 lakossal.
Vályi András szerint "ZARKAHÁZA. Magyar falu Vas Várm. földes Ura a’ Szombathelyi Püspökség, fekszik Sz. Királynak szomszédságában, és annak filiája; határja középszerű."
Fényes Elek szerint "Zarkaháza, magyar falu, Vas vmegyében, a Gyöngyös vize mellett, ut. p. Szombathely: 168 kath. lak. F. u. főherczeg Esztei Ferdinand."
1872-ben Bádonfa községet csatolták hozzá. 1890-ben 41 háza és 515 lakosa volt. 1910-ben a népszámlálás 47 házat és 542 lakost talált itt. 1935-ben Szentkirályhoz csatolták, majd vele együtt 1950-ben Szombathely része lett.
|  |  |  |

## Nevezetességei
Emeletes barokk-copf stílusú kastélyát 1787-ben Szily János, Szombathely első püspöke építtette nyári rezidenciának. Később az Estei hercegi családé, majd a Wittelsbach hercegeké lett. 1945-ben külföldi tulajdonosa miatt a szovjet csapatok birtokába került. Ezután lakásokat és TSZ-irodát alakítottak ki benne. 1983 és 1993 között a Vas megyei Vegyesipari Vállalat irodaháza volt, majd 1998-ban a város a Györgyöshermán-Szentkirály Polgári Kör számára vásárolta meg és kulturális központ lett.

## Híres emberek
- Hosszútóthy László (1590 körül –1647) püspök
- Magyar József (1927-1988) filmrendező, Balázs Béla-díjas, érdemes művész.